# Herbert Fritsch

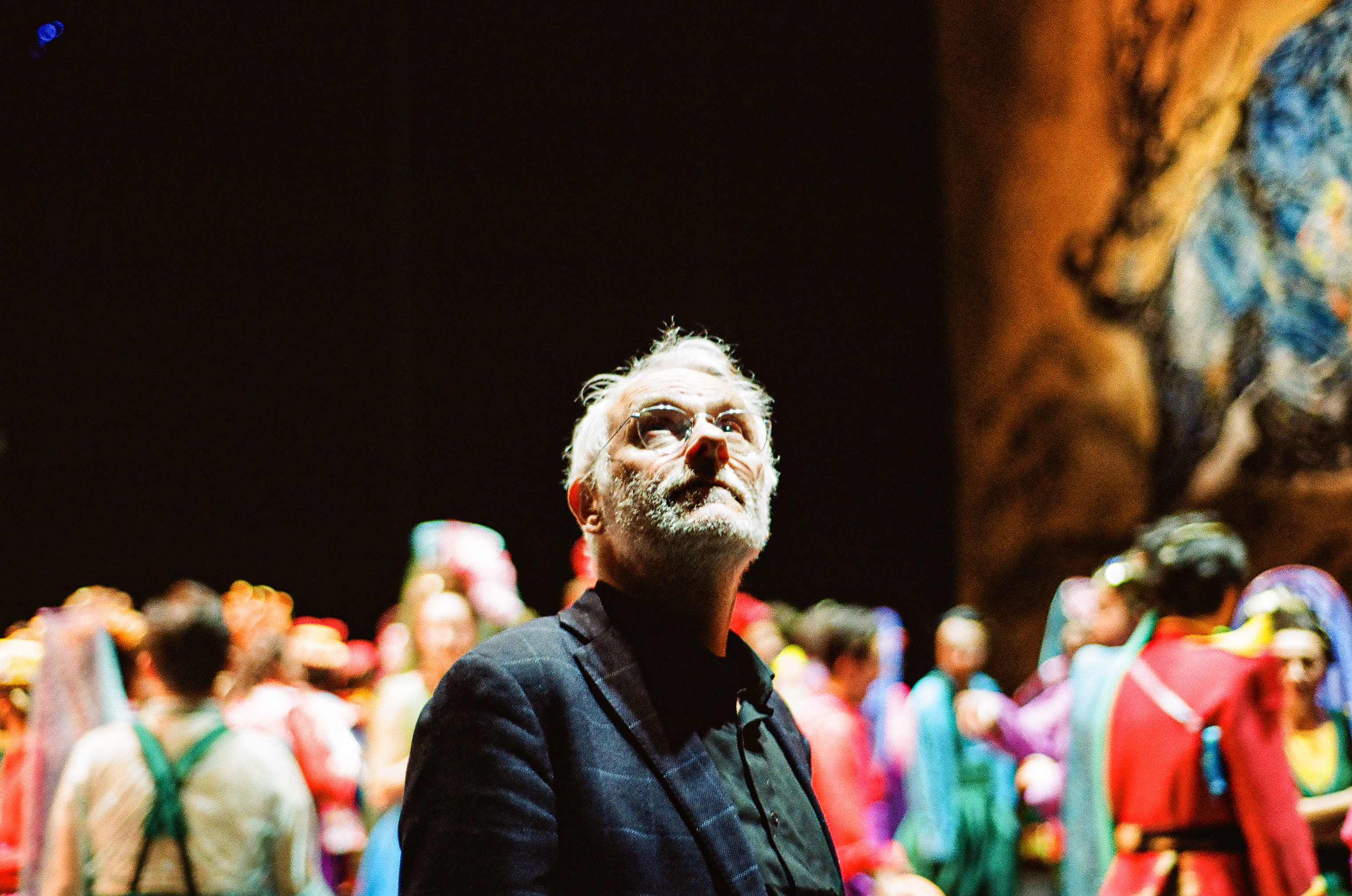
Herbert Fritsch bei den Endproben von Carmen an der Staatsoper Hamburg 2022

Herbert Fritsch (* 20. Januar 1951 in Augsburg) ist ein deutscher Schauspieler, Regisseur, Bühnenbildner und Medienkünstler.

## Leben
Herbert Fritsch absolvierte seine Schauspielausbildung an der Otto-Falckenberg-Schule in München. Danach spielte er an verschiedenen großen Bühnen im In- und Ausland. Er zählt zu den Castorf-Schauspielern und war von Anfang der 1990er Jahre bis 2007 an der Volksbühne am Rosa-Luxemburg-Platz in Berlin tätig.
Parallel arbeitete Fritsch als Medienkünstler. Er entwickelte beispielsweise eine Fototechnik zur dreidimensionalen analogen Verzerrung, die patentiert wurde, und zeigte mehrere Ausstellungen in Deutschland und der Schweiz mit Fotoarbeiten und Computeranimationen. Außerdem begann er seine Arbeit mit Kunstfilmen bereits in den 1980er Jahren. Die Vernetzung der verschiedenen Künste und Medien in Fritschs Arbeiten wurden mit der Zeit immer deutlicher und verdichteten sich. Seit 2000 mündeten diese Bestrebungen im intermedialen Kunstprojekt hamlet_X. Dieses Projekt vereint fast alle Medien und Ausdrucksformen. Fritsch war in diesem Projekt Schauspieler, Film- und Theaterregisseur, Autor, Performer, Fotograf und Zeichner.
Die Internationalen Kurzfilmtage Oberhausen widmeten 2009 seinem filmischen Gesamtwerk eine Retrospektive. Eine Entdeckung stellten zweifellos die frühen Filme (…) dar. In einem Kino der Körperlichkeit, nicht unverwandt dem von Mara Mattuschka, entwirft Fritsch absurde, tragikomische Situationen. (Hans Schifferle)
Seit seinem Abschied von der Volksbühne arbeitete Fritsch als Regisseur an verschiedenen deutschsprachigen Bühnen wie dem neuen theater Halle, dem Theater Oberhausen, dem Hessischen Staatstheater Wiesbaden, der Schaubühne am Lehniner Platz und dem Schauspiel Leipzig, der Volksbühne am Rosa-Luxemburg-Platz in Berlin, dem Bremer Theater, dem Thalia Theater in Hamburg oder dem Burgtheater sowie der Wiener Staatsoper.
Zum Berliner Theatertreffen 2011 wurden zwei Inszenierungen von Herbert Fritsch eingeladen: Nora oder Ein Puppenhaus von Henrik Ibsen (Theater Oberhausen) und Der Biberpelz von Gerhart Hauptmann (Mecklenburgisches Staatstheater Schwerin). Seitdem nahm er bis 2017 jährlich am Theatertreffen teil.
Herbert Fritsch ist seit 2019 Mitglied der Akademie der Künste Berlin.
Er lebt in Berlin.

## Werk

### Theater, Darsteller
- Alkestis // Euripides, Staatstheater Stuttgart, Regie: Robert Wilson.
- Miss Sara Sampson // Lessing, Residenztheater München, Regie: Frank Castorf.
- Emilia Galotti // Lessing, Düsseldorfer Schauspielhaus, Regie: Werner Schroeter.
- Peer Gynt // Henrik Ibsen, Düsseldorfer Schauspielhaus, Regie: David Mouchtar-Samorai.
- Ein Sommernachtstraum // Shakespeare, Düsseldorfer Schauspielhaus, Regie: David Mouchtar-Samorai.
- Clockwork Orange // Anthony Burgess, Volksbühne am Rosa-Luxemburg-Platz, Berlin, Regie: Frank Castorf.
- Die Frau vom Meer // Henrik Ibsen, Volksbühne am Rosa-Luxemburg-Platz, Berlin, Regie: Frank Castorf.
- Die Sache Danton // Volksbühne am Rosa-Luxemburg-Platz, Berlin, Regie: Frank Castorf.
- Die Nibelungen Born Bad // Volksbühne am Rosa-Luxemburg-Platz, Berlin, Regie: Frank Castorf.
- Dämonen // Dostojewski // Volksbühne am Rosa-Luxemburg-Platz, Berlin, Regie: Frank Castorf.
- Elementarteilchen // Volksbühne am Rosa-Luxemburg-Platz, Berlin, Regie: Frank Castorf.
- Gewöhnlicher Abend. Messer und Gabel Ettersberg. Nietzsche-Trilogie // Einar Schleef. Uraufführung, Volksbühne am Rosa-Luxemburg-Platz, Berlin, Regie: Thomas Bischoff.
- Der Idiot // Dostojewski, Volksbühne am Rosa-Luxemburg-Platz, Berlin, Regie: Frank Castorf.
- Atta Atta. Die Kunst ist ausgebrochen // Volksbühne am Rosa-Luxemburg-Platz, Berlin, Text und Regie: Christoph Schlingensief.
- Meine Schneekönigin // Andersen, Volksbühne am Rosa-Luxemburg-Platz, Berlin, Regie: Frank Castorf.
- Berlin Alexanderplatz // Döblin, Volksbühne am Rosa-Luxemburg-Platz, Berlin, Regie: Frank Castorf.
- Das große Fressen // Volksbühne am Rosa-Luxemburg-Platz, Regie: Dimiter Gotscheff.
- Im Dickicht der Städte // Brecht, Volksbühne am Rosa-Luxemburg-Platz, Regie: Frank Castorf.
- Angst. Ein performatives Konzert über den schlechtesten Berater unserer Zeit // Herbert Fritsch und Sabrina Zwach, Volksbühne am Rosa-Luxemburg-Platz, Berlin.
- Der Selbstmörder // Erdmann, Volksbühne am Rosa-Luxemburg-Platz, Regie: Dimiter Gotscheff.
- Babylon must fall // Volksbühne am Rosa-Luxemburg-Platz, Regie: Jacques Palmininger.
- Das Haus in Montevideo // neues theater Halle, Regie: Herbert Fritsch.
- Requiem // Komische Oper, Berlin, Regie: Sebastian Baumgarten.

### Theater, Regie
- Nicht Ich, Samuel Beckett, Volksbühne am Rosa-Luxemburg-Platz, Berlin
- Die rausfallenden alten Weiber, Daniil Charms, Volksbühne am Rosa-Luxemburg-Platz, Berlin
- Der Geizige, Molière, Luzerner Theater (2005)
- Die 10, die Stücke des Theatertreffens 2007 nachgespielt in 90 Minuten (gem. mit Sabrina Zwach und Friedrich Liechtenstein)
- Das Haus in Montevideo, C. Götz, neues theater Halle (2008)
- Spielbank, Fritsch/Zwach, Hessisches Staatstheater Wiesbaden (2009)
- Der Raub der Sabinerinnen, C. Götz/S. Zwach, neues theater Halle (2009)
- Hunger, K. Hamsun, Fredrikstad, Oslo, Norwegen
- Herr Puntila und sein Knecht Matti, Schauspiel Köln (2012)

### Bühne & Regie
- Tartuffe, Molière, Theater Oberhausen (2008)
- Beute, J. Orton, Theater Oberhausen (2009)
- Pferd frißt Hut!, Labiche/Zwach, Theater Oberhausen
- Herr Fuchs oder einfach Volpone, Jonson/Zweig/Zwach, Staatstheater Wiesbaden
- Macbeth, Shakespeare/Zwach, neues theater Halle
- Die Affäre der Rue de Lourcine, Labiche/Zwach, Theater Magdeburg (2010)
- Oscar – Ein Missverständnis in drei Akten, Magnier, Centraltheater Leipzig (2010)
- Der Biberpelz, Hauptmann, Mecklenburgisches Staatstheater Schwerin (2010)
- Die Nibelungen, Hebbel, Theater Bremen (2011)
- Nora, Ibsen, Theater Oberhausen (2011)
- Der Diener zweier Herren, Goldoni, Mecklenburgisches Staatstheater Schwerin (2011)
- Die (s)panische Fliege, Arnold und Bach, Volksbühne am Rosa-Luxemburg-Platz, Berlin (2011)
- Emilia Galotti, Theater Oberhausen (2011)
- Der Raub der Sabinerinnen, Thalia Theater Hamburg (2011)
- Die Banditen, Theater Bremen (2012)
- Murmel Murmel, Dieter Roth, Volksbühne am Rosa-Luxemburg-Platz, Berlin (2012)
- Der Revisor, Gogol, Residenztheater München (2012)
- Frau Luna, Paul Lincke, Volksbühne am Rosa-Luxemburg-Platz, Berlin (2013)
- Die Physiker, Dürrenmatt, Schauspielhaus Zürich (2013)
- Ohne Titel Nr.1, Eine Oper von Herbert Fritsch, Volksbühne am Rosa-Luxemburg-Platz, Berlin (2014)
- Don Giovanni, Mozart, Komische Oper Berlin (2014)
- Trilogie der Sommerfrische, Goldoni, Residenztheater München (2014)
- Die Schule der Frauen, Molière, Deutsches Schauspielhaus Hamburg (2014)
- Der schwarze Hecht, Paul Burkhard, Schauspielhaus Zürich (2014)
- King Arthur, Opernhaus Zürich (2015)
- Der eingebildete Kranke, Molière, Burgtheater Wien (2015)
- Die Kassette, Deutsches Schauspielhaus, Hamburg (2016)
- der die mann, nach Texten von Konrad Bayer, Volksbühne am Rosa-Luxemburg-Platz, Berlin (2015)
- Apokalypse, Volksbühne am Rosa-Luxemburg-Platz, Berlin (2016)
- Wer hat Angst vor Hugo Wolf?, Schauspielhaus Zürich (2016)
- Der Freischütz, Opernhaus Zürich (2016)
- Pfusch, Volksbühne am Rosa-Luxemburg-Platz, Berlin (2016)
- Die Komödie der Irrungen, Burgtheater Wien, (2017)
- Zeppelin, Schaubühne am Lehniner Platz, Berlin (2017)
- Null, Schaubühne am Lehniner Platz, Berlin (2018)
- Champignol wider Willen, Georges Feydeau, Schaubühne am Lehniner Platz, Berlin (2018)
- Die Philosophie im Boudoir, Marquis de Sade, Schauspielhaus Bochum (2018)
- Amphitryon, Molière, Schaubühne am Lehniner Platz, Berlin (2019)
- Zelt, Burgtheater Wien (2019)
- Salome, Luzerner Theater (2019)
- Mr. Emmet Takes a Walk, Theater Freiburg (2020)
- Intermezzo, Theater Basel (2021)
- Der Theatermacher, Schauspiel Frankfurt (2021)
- Il Barbiere di Siviglia, Wiener Staatsoper (2021)
- Die Nase, Theater Basel (2021)
- Die Jagdgesellschaft, Deutsches Schauspielhaus Hamburg (2022)
- Carmen, Staatsoper Hamburg (2022)
- Salome (Zweitpremiere), Theater Basel (2022)
- Der Fliegende Holländer, Komische Oper Berlin (2022)
- Die gefesselte Phantasie, Burgtheater, Wien (2023)
- Vergeigt, Theater Basel (2023)
- Pferd frisst Hut, Musik: Herbert Grönemeyer, Theater Basel (2023)
- Das Portal, Schauspiel Stuttgart (2024)
- Zentralfriedhof, Burgtheater Wien (2024)
- Fin de partie (Beckett, Kurtág), Wiener Staatsoper (2024)[1]

### Filme (Autor, Regie)
- 1983: Video ohne Titel
- 1984: Die Suppe (gezeigt im Schweizer Fernsehen DRS und auf zahlreichen Festivals)
- 1985: Lulu, vier Kurzfilme zum gleichnamigen Stück von Frank Wedekind am Theater Basel
- 1986: Der Ohrenwurm (1. Preis auf dem Festival in Barcelona)
- 1988: Die Zwei – Ein Film (Kurzfilm)
- 1991: Zitterchor (Kurzfilm)
- 1993: Prometheus oder 33.333 Bilder (Kurzfilm)
- 2006: Dr. Jekyll and Mrs. Heidi, (Kurzfilm-Trilogie im Auftrag der DGGG)
- 2007: Kinderkarussell (Kurzfilm im Auftrag der DGGG)
- 2010: Elf Onkel (Spielfilm, 100 Minuten)
- 2010: Apokalypse (Kurzfilm, im Kontext der RUHR.2010, produziert von Internationale Kurzfilmtage Oberhausen)
- 2011: Geburtstag – ein Film der nie gedreht wurde (14 Minuten)
- seit 2000: hamlet_X (siehe unten)

### Filme (Schauspieler)
- 1984: Ein Fall für zwei: Zuckerbrot und Peitsche
- 1996: Engelchen
- 1997: Die 120 Tage von Bottrop
- 1997: Tigerstreifenbaby wartet auf Tarzan
- 1998: Just Married
- 1999: Picknick im Schnee
- 2000: Kaliber Deluxe
- 2000: Scarlet Diva
- 2000: Luftpiraten
- 2000: Dämonen
- 2001: Tatort: Tot bist Du!
- 2001: Happiness Is a Warm Gun
- 2004: Familie auf Bestellung
- 2006: Unter Verdacht
- 2006: Der Idiot
- 2006: Großstadtrevier
- 2007: Eine Chefin zum Verlieben
- 2007: Mutterliebe
- 2007: Mogadischu
- 2007: The Walt Whitman Project
- 2008: Das Fremde in mir
- 2009: Schlaflos

### Lesungen/Hörspiele
Lesungen:
- Texte über Konrad Bayer

Hörspiele:
- 1995: Stefan Heckmann: Ödipus-Mord-Mitte  – Regie: Peter Groeger (Hörspiel – ORB/SFB)
- 1998: Sprachlöchersterne Bearbeitung von Texten aus der Sammlung Prinzhorn, 63min (Verlag: Das Wunderhorn ISBN 978-3-88423-133-3)
- 1998: Simone Schneider: Malaria – Regie: Annette Jainski (Hörspiel – DLR)
- 2002: Thilo Reffert: Hellas Sonntag – Regie: Beate Andres (Hörspiel – MDR)
- 2003: Dylan Thomas: Unter dem Milchwald (Reiseführer) – Regie: Götz Fritsch (Hörspiel – MDR)
- 2003: Stefan Amzoll: Putze Polina – Regie: Wolfgang Rindfleisch (Hörspiel – DLR)
- 2004: Lothar Stemmwedel: Die Kommode Clairvoyance  – Regie: Annette Berger (Hörspiel – RBB/NDR)
- 2005: Konrad Bayer: Mosaik – Regie: Klaus Buhlert (Hörspiel – HR/DLF) ausgezeichnet als Hörspiel des Jahres 2005
- 2005: Tankred Dorst: Parzivals Weg – Ein Fragment – Regie: Beate Andres (Hörspiel – DKultur)
- 2006: Paul Plamper: Hochhaus – Regie: Paul Plamper (3-teiliges Hörspiel – WDR)
- 2006: Michel Vinaver: King – Regie: Ulrich Gerhardt – (Hörspiel – DKultur)
- 2008: Paul Plamper / Julian Kamphausen: Die Unmöglichen – Regie: die Autoren (Hörspiel – WDR/SWR)
- 2010: David Lindemann: Getränk Hoffnung – Regie: der Autor (Hörspiel  – DLR)
- 2010: Edgar Lipki: Sucking Blood – Regie: der Autor (Hörspiel – WDR)
- 2014: Klaus Buhlert / Konrad Bayer: Mosaik revisited  – Regie: Klaus Buhlert (Hörspiel – HR/DLR)

### Projekte
- 1979–1981: Die Null-Show, Solo-Performance, unter anderem Heidelberg, Hamburg und Berlin
- 1982–1985: Mitherausgeber und Autor der Kunstzeitung Pfau, Basel
- 1998 Verschiedene Ausstellungen unter anderem in der Galerie SHIFT, Berlin, mit Computeranimationen
- 2000: Start hamlet_X – Ein Intermediales Kunstprojekt von Herbert Fritsch
- 2003: DVD hamlet_X Vol.1, elf Filme von Herbert Fritsch in Kooperation mit der Volksbühne am Rosa-Luxemburg-Platz
- 2004: DVD hamlet_X Vol.2, elf Filme von Herbert Fritsch in Kooperation mit der Volksbühne am Rosa-Luxemburg-Platz
- 2004: DVD hamlet_X Vol.3, elf Filme von Herbert Fritsch in Kooperation mit der Volksbühne am Rosa-Luxemburg-Platz
- 2005: Gründung der hamlet_X GbR (Gesellschafter: Herbert Fritsch, Georg Tschurtschenthaler und Sabrina Zwach)
- 2005: Kunstradioformat Radio Revolution zusammen mit Sabrina Zwach in verschiedenen Städten und vertreten bei verschiedenen Festivals
- 2006: hamlet_X – Interpolierte Fressen, Theater im Buch von Herbert Fritsch und Sabrina Zwach
- 2006: hamlet_X – Klassenfahrt mit Milch, Installation, Ruhr Triennale 2006
- 2008: DVD hamlet_X Vol.4, elf Filme von Herbert Fritsch
- 2008: DVD hamlet_X Vol.5, elf Filme von Herbert Fritsch

### Auszeichnungen
- 2009 ausgezeichnet mit dem Gordana-Kosanović-Schauspieler-Preis
- 2009 ausgezeichnet mit dem Oberhausener Theaterpreis // 1. Jurypreis für seine Arbeit als Regisseur und Bühnenbildner für seine Inszenierungen von Tartuffe und Die Beute
- 2011 eingeladen mit den Inszenierungen Nora und Biberpelz beim Berliner Theatertreffen
- 2012 eingeladen mit der Inszenierung Die (s)panische Fliege beim Berliner Theatertreffen
- 2012 eingeladen mit der Inszenierung Nora beim Ibsen-Festival im Nationaltheatret Oslo
- 2012 „Bühnenbildner des Jahres“ der Zeitschrift Theater heute für Die (s)panische Fliege an der Volksbühne am Rosa-Luxemburg-Platz, Berlin
- 2013 „Bühnenbildner des Jahres“ der Zeitschrift Theater heute für Murmel, Murmel an der Volksbühne am Rosa-Luxemburg-Platz, Berlin
- 2013 eingeladen mit der Inszenierung Murmel, Murmel beim Berliner Theatertreffen
- 2014 eingeladen mit der Inszenierung Ohne Titel Nr. 1 beim Berliner Theatertreffen
- 2016 eingeladenen mit der Inszenierung der die mann beim Berliner Theatertreffen
- 2016 3sat-Preis
- 2017 eingeladen mit der Inszenierung Pfusch beim Berliner Theatertreffen
- 2017 Theaterpreis Berlin